# Муромське (Калінінградська область)
Муромське (рос. Муромское) — селище Зеленоградського району, Калінінградської області Росії. Входить до складу Ковровського сільського поселення.
Населення — 666 осіб (2015 рік).

## Населення
| 2002 | 2010 |
| ---- | ---- |
| 844  | ↘666 |